# نیمی از حقیقت
نیمی از حقیقت (به هندی: Ardh Satya) فیلمی محصول سال ۱۹۸۳ و به کارگردانی گوویند نیهلانی است. در این فیلم بازیگرانی همچون اوم پوری، اسمیتا پاتیل، آمریش پوری، شافی اینامدار، نصیرالدین شاه، سادشیو آمراپورکار، ایلا آرون، ساتیش شاه ایفای نقش کرده‌اند.